# Mothermania
Mothermania — музичний альбом гурту The Mothers of Invention. Виданий у березні 1969 року лейблом Verve\Bizarre. Загальна тривалість композицій становить 40:34. Альбом відносять до напрямку прогресивний рок.

## Список пісень
Всі пісні написав Френк Заппа

### Сторона Перша
1. «Brown Shoes Don't Make It» — 7:26
2. «Mother People» — 1:41
3. «Duke of Prunes» — 5:09
4. «Call Any Vegetable» — 4:31
5. «The Idiot Bastard Son» — 2:26

### Сторона друга
1. «It Can't Happen Here» — 3:13
2. «You're Probably Wondering Why I'm Here» — 3:37
3. «Who Are the Brain Police?» — 3:22
4. «Plastic People» — 3:40
5. «Hungry Freaks, Daddy» — 3:27
6. «America Drinks and Goes Home» — 2:43